# Complexe nuragique de Palmavera
Le complexe nuragique de Palmavera est un site archéologique de l'Âge du bronze situé dans la commune d'Alghero, dans la province de Sassari, dans le nord de la Sardaigne, en Italie. Il fait partie des 31 sites sardes qui sont candidats pour entrer dans la liste du patrimoine mondial de l'UNESCO,.

## Historique
Les premières fouilles archéologiques ont été effectuées en 1905 par Antonio Taramelli et Filippo Nissardi. Le village a été à nouveau fouillé entre 1961 et 1963 par Guglielmo Maetzke et des interventions de restauration sur les vestiges nuragiques ont été alors effectuées.
D'autres fouilles ont été entreprises par Alberto Moravetti en 1976-1977, 1979 et 1986-1991.

## Description

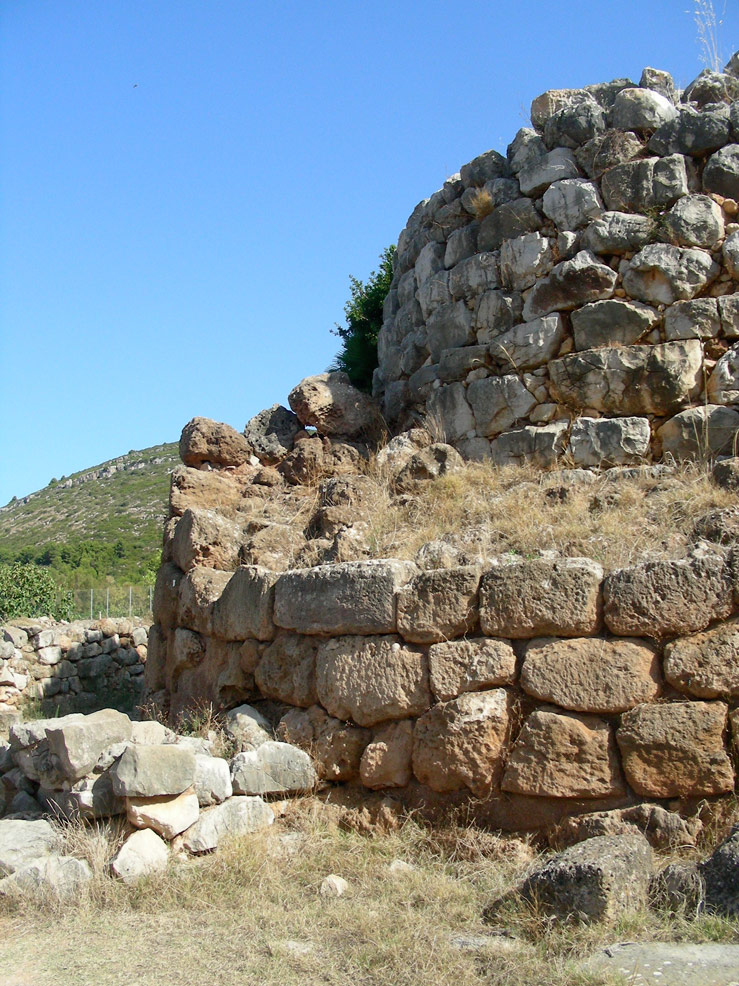
La tour plus ancienne en pierre calcaire, dont les murs ont été recouverts en pietra arenaria pendant la seconde phase

Le site nuragique de Palmavera est classé parmi les nuraghes complexes, c'est-à-dire composés de plusieurs tours reliées entre elles.
Les archéologues ont identifié trois phases successives :

### Première phase
La tour principale appartient à la première phase (XVe – XIVe siècle av. J.-C.) et conserve encore la salle centrale couverte à tholos, réalisée en pierre calcaire. La tour est de type archaïque, avec une entrée sans montants latéraux et avec des niches à peine ébauchées dans les parois de la pièce principale. Il y avait probablement quelques maisons à l'extérieur du nuraghe.

### Seconde phase
Pendant la seconde phase, située dans la première moitié du IXe siècle av. J.-C., une seconde tour a été ajoutée et les murs de la tour principale ont été recouverts à l'aide de blocs de grès. Les deux tours communiquent par l'intermédiaire d'une cour intérieure et d'un couloir avec niches.
La maison des réunions a été réalisée avec une banquette en pierre qui longe la totalité du périmètre, interrompue uniquement par un bassin dont la fonction reste inconnue, et par un siège rond en pierre destiné au chef, avec à côté une niche dans la paroi. Au centre de la maison, sur un autel circulaire en grès se trouve la copie d'un modèle réduit de tour nuragique. L'original est conservé au Musée archéologique et ethnographique G.A. Sanna de Sassari.
À la même époque ont aussi été construites d'autres maisons du village de dimensions supérieures .

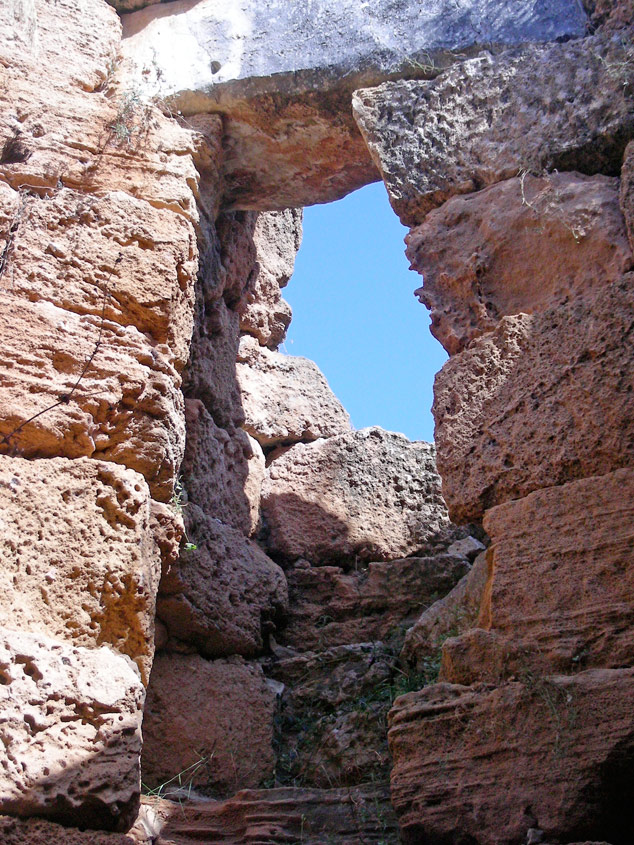
Porte avec escalier menant aux étages supérieurs depuis la cour intérieure
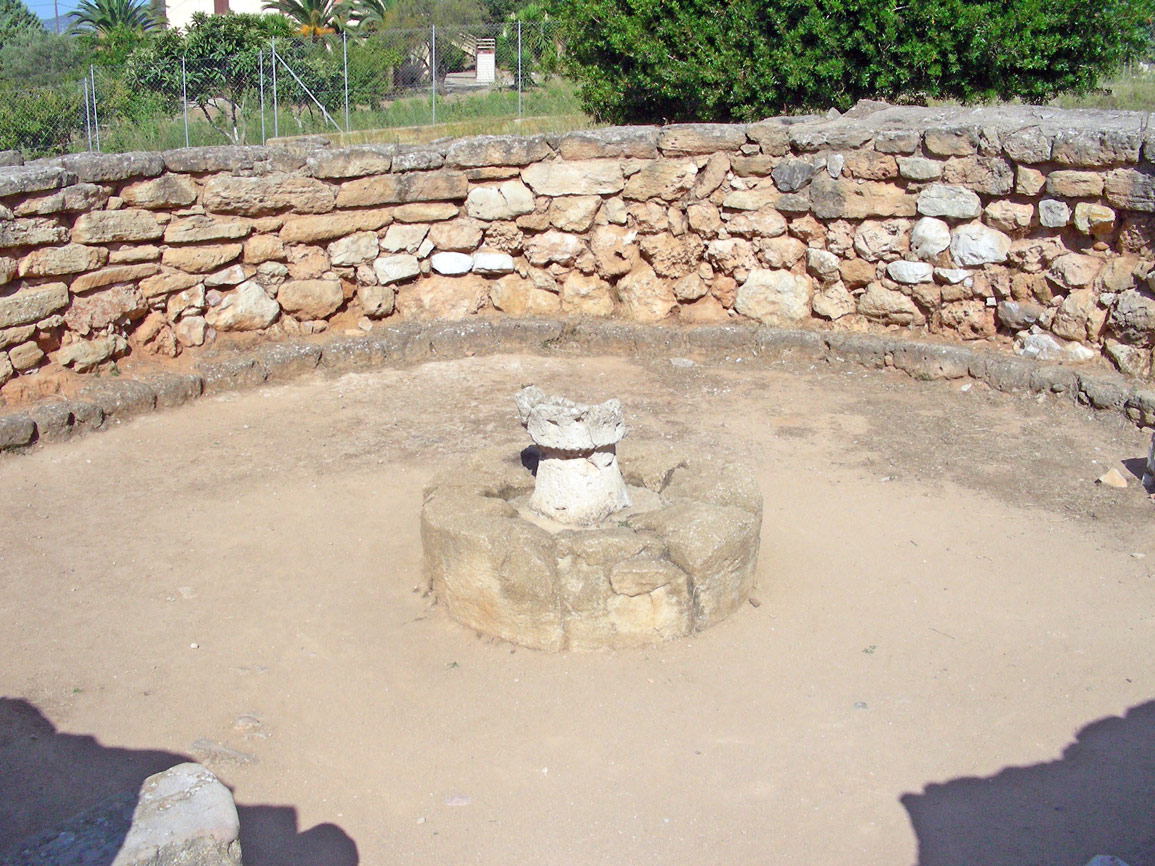
Intérieur de la maison des réunions
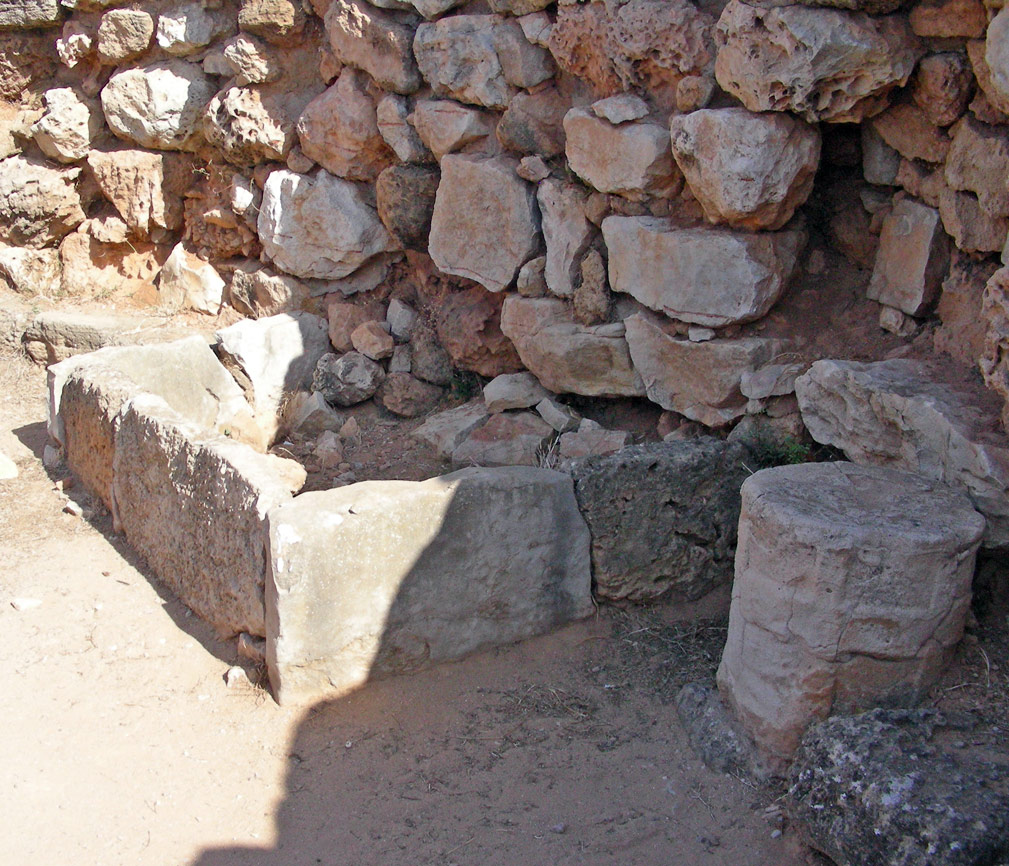
Le siège du chef, la niche dans le mur, et le bassin en plaques de pierre
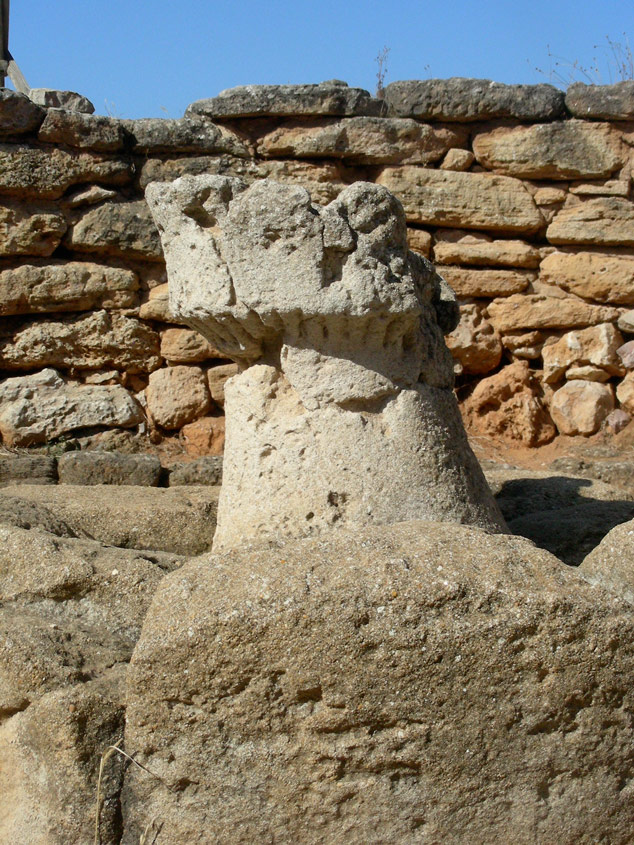
Autel central avec la tour nuragique miniature (copie)

### Troisième phase

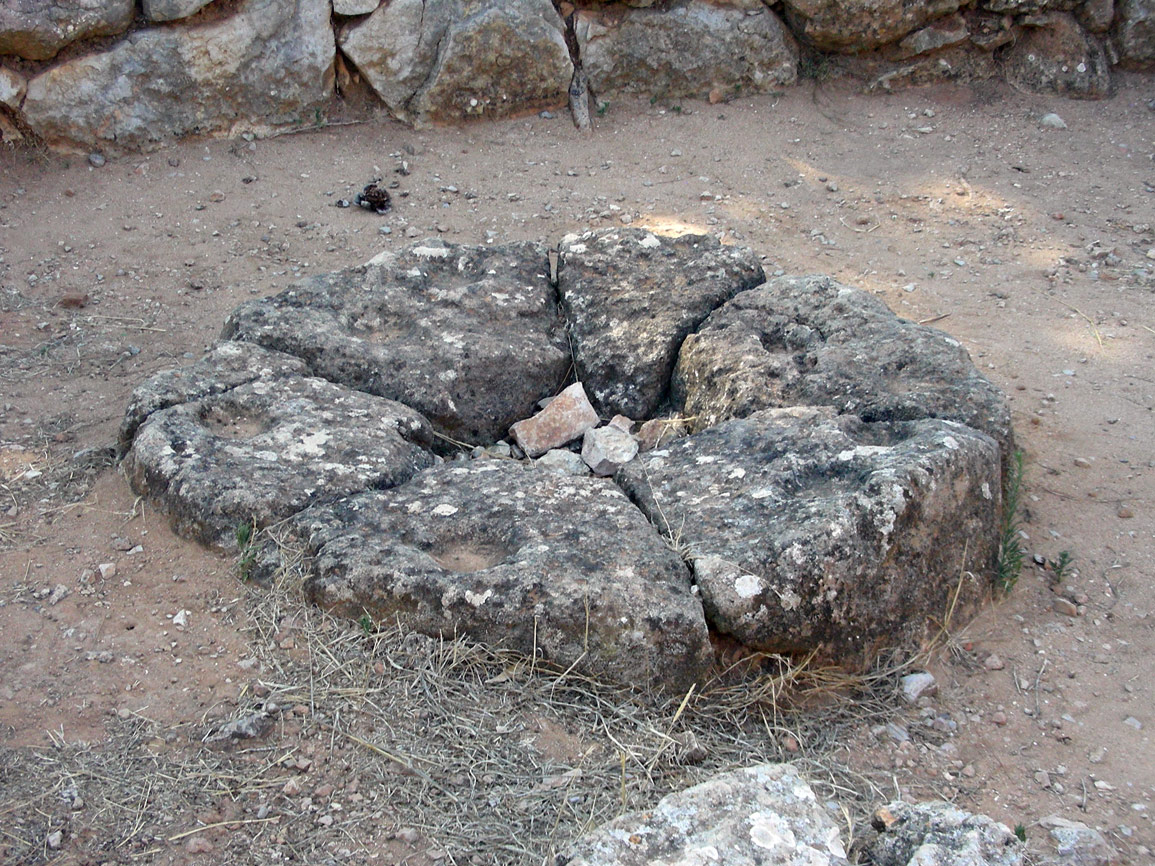
Embouchure du silo souterrain dans la cour extérieure

Pendant la troisième phase (IXe – VIIIe siècle av. J.-C.) le nuraghe a été de nouveau recouvert à l'aide de blocs en calcaire. Un mur d'enceinte équipé de quatre tours a été construit, formant deux cours extérieures séparées par un mur sans ouverture. Dans l'une de ces cours se trouve la maison des réunions et dans l'autre a été découverte un silo enterré en blocs de pierre.
Les hauteurs entourant le site étaient défendues par des nuraghes à une tour. Certaines des tours sont encore en relatif bon état de conservation.

### Âge du fer
Le village a été détruit par un incendie probablement à la fin du VIIIe siècle. Il a toutefois été sporadiquement fréquenté pendant les époques carthaginoise et romaine, comme attesté par diverses céramiques trouvées sur place.

## Conservation
Les artéfacts découverts lors des fouilles sont exposés dans les musées archéologiques de Cagliari et de Sassari.

### liens externes
- (it) « Notice sur le complexe nuragique de Palmavera », sur Archeossnu.beniculturali.it
- (it) « Notice », sur Sardegnacultura.it
- « Vue satellitaire du nuraghe Palmavera », sur Google.com